# Dorothy Comingore
Margaret Louise Comingore (24 de agosto de 1913 – 30 de diciembre de 1971), conocida profesionalmente como Dorothy Comingore, fue una actriz de cine y teatro estadounidense. En sus comienzos en papeles cinematográficos menores, se la conocía como Linda Winters. Antes había actuado en teatro y radio como Kay Winters. Su consagración como actriz llegó con el papel de Susan Alexander Kane en Citizen Kane (1941), la aclamada ópera prima de Orson Welles. Sin embargo, la lista negra de Hollywood puso fin prematuramente a su carrera en 1951. Al año siguiente se negó a responder preguntas o a "dar nombres" cuando fue convocada por el Comité de Actividades Antiestadounidenses de la Cámara de Representantes.

## Primeros años
Margaret Louise Comingore nació en Los Ángeles, pero pasó la mayor parte de su infancia en Oakland, California. En una de sus primeras menciones en un periódico, se la describía como "una antigua colegiala de Oakland"." Su padre, William Paxton Comingore, era electrotécnico y organizador sindical, lo que influyó en su formación política. Su hermana mayor, Lucille, regentaba un club nocturno en San Francisco. Comingore estudió filosofía en la Universidad de California, Berkeley.

## Carrera cinematográfica
Vivió un tiempo en Taos, Nuevo México, y luego regresó a California para trabajar en el teatro. En marzo de 1938, Charles Chaplin se fijó en ella en Carmel, California, cuando actuaba en un pequeño teatro junto a su pareja (y probable marido) por aquel entonces, Robert Meltzer. Chaplin quedó impresionado con ambos y les instó a trasladarse a Hollywood. No está claro si Chaplin desempeñó un papel importante en la posterior carrera cinematográfica de Comingore. En un perfil publicado en abril de 1938 en el Oakland Tribune, ella negó ser su protegida e indicó que los informes de prensa habían exagerado el escaso contacto que tuvo con él y con uno de sus ayudantes, Tim Durant.
Sin embargo, el encuentro con Chaplin estimuló su interés por la interpretación cinematográfica. A través de un amigo del teatro Carmel, consiguió un agente de Hollywood que le hizo una prueba de cámara, y a partir de ahí consiguió un contrato con Warner Bros. Al principio, interpretó sobre todo papeles secundarios, a veces sin acreditar, en una serie de "películas de serie B", hasta que Orson Welles le dio el papel de Susan Alexander, la segunda esposa del magnate de la prensa Charles Foster Kane, en su primer largometraje, Citizen Kane (1941). Para entonces, había cambiado su nombre de "Linda Winters" por su apellido original, "Dorothy Comingore". Los Angeles Times destacó a Comingore como "una importante adquisición para el cine". The Hollywood Reporter escribió que "se la somete a una gama de emociones que pondrían a prueba a cualquier actriz que se pudiera nombrar, pero ella cumple sin defraudar ni un segundo. Citizen Kane debería convertir a esta chica en una estrella."
Solicitada por otros estudios, pero rechazada por su nuevo empleador, RKO Pictures, Comingore cayó enferma, se le ordenó reposo en cama, fue suspendida por RKO y no encontró trabajo adecuado a su regreso. Mientras tanto, los periódicos de William Randolph Hearst habían dañado su reputación al afirmar que tenía inclinaciones comunistas. Acabó en una lista de vigilancia del gobierno por "distribuir literatura comunista a los negros." También había hecho campaña puerta a puerta para el actor y aspirante a la Asamblea Estatal Albert Dekker; trabajó con el músico Lead Belly y el cantante Paul Robeson para eliminar la segregación en los clubes USO exclusivos para blancos; firmó como copatrocinadora del Sleepy Lagoon Defense Committee; y promovió la "solidaridad sindical". Unos años más tarde, cuando el Comité de Actividades Antiestadounidenses de la Cámara de Representantes (HUAC, por sus siglas en inglés) ganó ascendencia y el FBI había acumulado un "grueso" archivo sobre sus actividades políticas, se convirtió en objetivo.
Kathleen Sharp escribió que, como consecuencia de Citizen Kane, la actriz "también había adquirido un poderoso enemigo: Hearst, de 78 años". El magnate de los medios de comunicación odiaba tanto el retrato que Dorothy hacía de su amante, Marion Davies, de 44 años, que utilizó su cadena de periódicos y emisoras de radio para difamar a la joven. Los columnistas de Hearst, Hedda Hopper y Walter Winchell, acusaron públicamente a Dorothy de pertenecer al 'Partido', en este caso al Partido Comunista, y tomaron prestado el 'newspeak' orwelliano para difamarla."
Las supuestas conexiones de Comingore con el CPUSA la perjudicaron en la muy publicitada batalla legal que libró contra su ex marido, el guionista Richard J. Collins, por la custodia de su hijo y su hija. Antiguo miembro del CPUSA, Collins se ofreció voluntario para testificar ante el HUAC y nombró comunistas a más de veinte colegas. Como resultado de su testimonio cooperativo, y debido a que Comingore fue acusada de ser una madre inadecuada, ganó la batalla por la custodia.
Según el comentario de Peter Bogdanovich en el DVD de Citizen Kane, Comingore obstaculizó su crecimiento como actriz al rechazar demasiados papeles que consideraba poco interesantes. Esto ocurrió a raíz de su éxito en Citizen Kane—y antes de que la desbarataran sus problemas personales y políticos—, cuando todavía le ofrecían papeles. Por ejemplo, rechazó la oportunidad de protagonizar una adaptación de la historia de Damon Runyon, "Little Pinks" (en su lugar se rodó con Lucille Ball en 1942 bajo el título The Big Street). Ese incidente se produjo después de que rechazara los papeles de Unexpected Uncle (1941) y Valley of the Sun (1942), lo que provocó su suspensión de la RKO. Sí apareció en la versión cinematográfica de la obra de Eugene O'Neill The Hairy Ape (1944) con William Bendix, Susan Hayward y John Loder. Su último trabajo en el cine fue un papel secundario en The Big Night (1951).
Su carrera se detuvo en 1951, cuando fue víctima de la lista negra de Hollywood. Al año siguiente, fue citada a declarar ante el HUAC por sus supuestas conexiones con el CPUSA. Optó por ser una "testigo poco amistosa" que se negó por motivos constitucionales a responder preguntas o dar nombres. Después fue acusada en audiencias sobre custodia de menores de ser una bebedora empedernida, y el 19 de marzo de 1953 fue detenida por "solicitación", es decir, prostitución, en West Hollywood. Algunos sospechaban que la detención había sido una trampa orquestada por la brigada antivicio local de Los Ángeles en coordinación con la HUAC. Comingore compartía esta sospecha, y poco después afirmó en la prensa que su detención era «parte de mi condición de 'testigo hostil.'" A cambio de que se retirara el cargo de prostitución, tuvo que aceptar ser internada en el Hospital Mental Estatal de Camarillo, donde permaneció unos dos años.
Nunca volvió a actuar ni en el teatro ni en la pantalla. En los años sesenta, cuando el profesor Howard Suber, de la UCLA School of Theater, Film and Television, investigaba la historia del guion de Citizen Kane, Comingore fue una de las participantes en la película a las que entrevistó. Su investigación fue utilizada posteriormente por Pauline Kael para su polémico ensayo de 1971, "Raising Kane".: 157, 161, 166  Una copia de la entrevista a Comingore se encuentra en la colección de la Lilly Library de la Universidad de Indiana Bloomington.

## Vida personal
Comingore estuvo casada brevemente a finales de la década de 1930 con el actor y guionista Robert Meltzer. y posteriormente con el guionista Richard Collins. Tuvieron dos hijos y se divorciaron en 1946. Sus otros maridos fueron el guionista Theodore Strauss, con quien tuvo un hijo, y John W. Crowe, cartero rural y propietario de una pequeña tienda llamada "Crowe's Nest" en Lords Point, Connecticut. Lo conoció en 1957 y permanecieron juntos hasta la muerte de ella en 1971.
En sus últimos años, Comingore tuvo problemas con el alcohol, hasta el punto de perder la custodia de sus dos hijos con Collins. Se cree que el alcoholismo también acortó su vida.

## Muerte
Aunque en sus últimos años la artritis y el deterioro de su salud la obligaron a permanecer recluida, se dice que durante ese tiempo vivió relativamente satisfecha en su casa junto al mar con su marido John Crowe.
Comingore murió de una enfermedad pulmonar el 30 de diciembre de 1971, en Stonington, Connecticut. Tenía 58 años. Fue incinerada y sus cenizas esparcidas en varios lugares. En 2021 no había ningún monumento ni placa que marcara su fallecimiento, por lo que sus descendientes y admiradores intentaron erigir un monumento a Dorothy Comingore.

## Créditos en cine y televisión

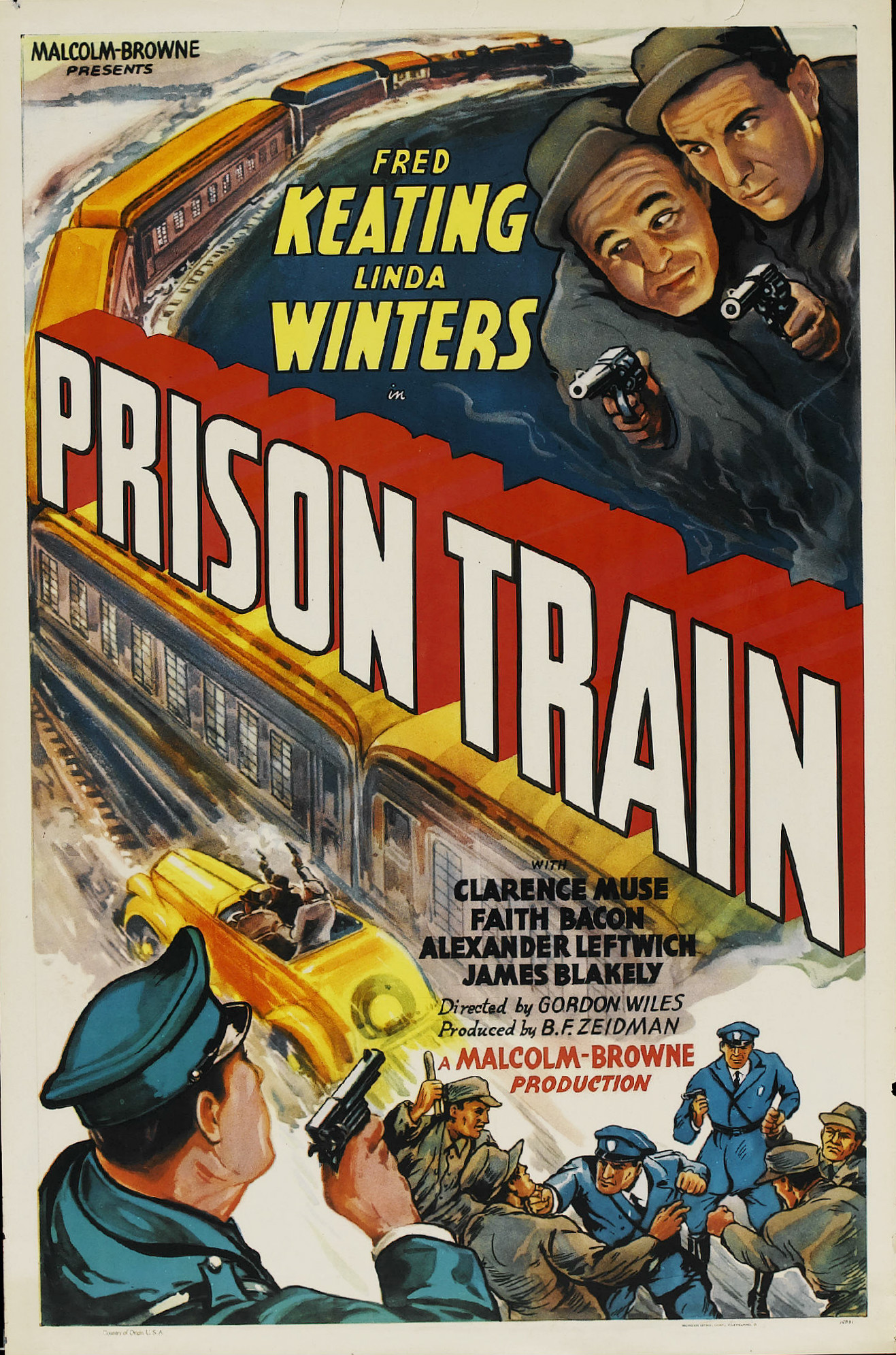
Póster de Prison Train (1938)